# Accel-KKR
A Accel-KKR é uma empresa de private equity focada em tecnologia, com 9 bilhões de dólares em capital sob gestão. A empresa investe principalmente em negócios de software e serviços de tecnologia. A Accel-KKR concentra-se em empresas de médio porte, fornecendo capital para aquisições e investimentos de crescimento em uma variedade de oportunidades, incluindo recapitalizações, divisões e transações privadas. A empresa possui escritórios em Menlo Park, Califórnia, (sede), Atlanta, Geórgia (inaugurada em 2006) e Londres (inaugurada em 2013).

## História
A empresa foi fundada em fevereiro de 2000 como uma parceria entre a empresa de capital de risco Accel Partners e a Kohlberg Kravis Roberts, uma das maiores e mais antigas empresas de aquisições alavancadas. No entanto, a empresa operou independentemente de uma ou outra empresa desde meados dos anos 2000. O sócio fundador da empresa é Tom Barnds, com sede em Menlo Park.
A empresa está atualmente investindo com seu quinto fundo de aquisição (Accel-KKR Capital Partners V), um fundo de 1,5 bilhões de dólares arrecadado em 2015 e seu terceiro fundo de ações minoritário (Accel-KKR Growth Capital Partners III), um fundo de 685 milhões de dólares levantado em 2018. A Accel-KKR investiu ou adquiriu mais de duzentas empresas de serviços habilitadas por software e tecnologia, com a maioria dessas empresas nos Estados Unidos, mas a Accel-KKR também adquiriu ou investiu em 24 empresas europeias, seis canadenses e cinco empresas sediadas na Austrália/Nova Zelândia e quatro empresas sediadas na América Latina.

## Empresas do portfólio atual
As empresas do portfólio atual da Accel-KKR incluem:
- Abrigo
- Cendyn
- Cielo
- ClickDimensions
- Delta Data
- Drilling Info / Oildex
- ESG
- ESO Solutions
- FastSpring
- FM Systems
- Green Mountain
- HighWire Press
- HumanForce
- IMED
- Infinisource
- IntegriChain
- ITC
- Kerridge Commercial Systems
- Kimble Applications
- LemonTech
- Ministry Brands / Abila
- OrthoFi
- Paymentus
- Pegasus
- Peppermint Technology
- PrismHR
- Reapit
- SafeGuard
- Salsa
- Sandata
- SciQuest
- Sageworks
- Seequent
- Siigo
- Smart Communications
- SugarCRM
- Team Software
- TELCOR
- Tools Group
- TravelTripper
- TrueCommerce
- Vistex
- Vitu

## Investimentos anteriores selecionados
- Vyne vendida à TJC[4]
- Abila vendida à Ministry Brands por mais de 280 milhões de dólares em 2017
- Cielo vendida à Permira em 2019
- One.com vendida à Cinven em 2018
- RiseSmart vendida à Randstad por 100 milhões de dólares em 2015[4]
- Zinc Ahead vendida à Veeva por 130 milhões de dólares em 2015[5]
- On Center Software vendida à Roper Industries por 157 milhões de dólares em 2015
- Accumatica vendida à EQT Partners em 2019
- PrismHR vendida à Summit Partners em 2017
- Clavis Insight vendida à Ascential plc em 2017
- Applied Predictive Technologies vendida à MasterCard por 600 milhões de dólares em 2015[6]
- iTradeNetwork vendida à Roper Industries por 525 milhões de dólares em 2010
- Endurance International Group vendida à Warburg Pincus por um bilhão de dólares em 2011[7]
- Saber Corporation vendida à Electronic Data Systems por 463 milhões de dólares em 2007
- IntrinsiQ vendida à AmerisourceBergen por 35 milhões de dólares em 2011[8]
- CRS Retail Systems vendida à Epicor for 121 milhões de dólares em 2005
- Savista vendido em duas transações para Torex and Accenture por 100 milhões de dólares em 2006
- Systems & Software, Inc. vendida à Constellation Software em 2007
- Alias Systems Corporation vendida à Autodesk for 197 milhões de dólares em 2006
- Kana Software vendida à Verint Systems por 514 milhões de dólares em 2014
- N-able vendida à Solar Winds por 127 milhões de dólares em 2013
- HighJump vendida à Korber por 725 milhões de dólares em 2017
- Jaggaer sob contrato definitivo a ser vendido para Cinven por mais de 1.5 bilhões de dólares em 2019
- Episerver vendida à Insight Venture Partners por 1.16 bilhões de dólares em 2018
- Model N, que foi público na NYSE sob o símbolo MODN em 2013